# Hietanen och Pieni-Hietanen
Hietanen och Pieni-Hietanen eller Hietajärvi är en sjö i Finland. Den ligger i kommunen Sotkamo i landskapet Kajanaland, i den centrala delen av landet, 500 km nordost om huvudstaden Helsingfors. Hietanen och Pieni-Hietanen ligger 168,8 meter över havet. Den är 24,1 meter djup. Arean är 4,03 kvadratkilometer och strandlinjen är 19,41 kilometer lång. Sjön  ingår i Uleälvens huvudavrinningsområde.   Den sträcker sig 3,2 kilometer i nord-sydlig riktning, och 4,2 kilometer i öst-västlig riktning.
I övrigt finns följande vid Hietanen och Pieni-Hietanen:
- Ollinjoki (ett vattendrag)
- Valkeainen (en sjö)